# Beauty & Stupid
A Misery hide japán gitáros és énekes hatodik szóló kislemeze, és a második a Psyence című albumról. 1996. augusztus 12-én jelent meg. A kislemez 4. helyezett volt az Oricon slágerlistáján, és 200 000 eladott példánnyal aranylemez minősítést szerzett.
2007. december 12-én új borítóval újra kiadták. 2010. április 28-án hanglemez formátumban is megjelent.

## Számlista
Az összes szám szerzője hide. 
| #  | Cím             | Hossz |
| -- | --------------- | ----- |
| 1. | Beauty & Stupid | 4:06  |
| 2. | Squeeze It!!    | 2:21  |